# Ausztrália himnusza
Az ausztrál himnusz viszonylag újkeletű, csak 1984. április 19. óta hivatalos, addig a God save the Queen kezdetű brit királyi himnuszt használták.

## Története
1977 májusában az ausztrálok népszavazáshoz járultak, mely az alkotmány módosításáról és a nemzeti himnusz kérdéséről szólt. Négy mű közül kellett kiválasztani, hogy melyik legyen az ország új himnusza. A szavazás eredményét 1977 júniusában tették közzé. Az Advance Australia Fair című dal kapta a legtöbb, összesen 2 940 854 szavazatot. A kormány 1984. április 19-én nyilvánította ki, hogy a referendum eredményeként Peter Dodds McCormick (1834–1916) 1878-ban írt műve lett az új nemzeti himnusz, annak is az első és harmadik versszaka.
A közleménnyel összefüggésben azt is deklarálták, hogy a God Save the Queen című brit himnuszt csak a királynő vagy a királyi család valamely tagjának látogatásakor használják.
2021 január 1-től a szöveg második sora megváltozott "For we are young and free"-ről (Mert fiatalok és szabadok vagyunk) "For we are one and free"-re (Mert egyek vagyunk és szabadok). Ezzel jelképezve azt, hogy az őslakosok is a nemzet alkotórészei.
| Australian National Anthem Australians all let us rejoice, For we are one and free; We’ve golden soil and wealth for toil; Our home is girt by sea; Our land abounds in nature’s gifts Of beauty rich and rare; In history’s page, let every stage Advance Australia Fair. In joyful strains then let us sing, Advance Australia Fair. Beneath our radiant Southern Cross We’ll toil with hearts and hands; To make this Commonwealth of ours Renowned of all the lands; For those who’ve come across the seas We’ve boundless plains to share; With courage let us all combine To Advance Australia Fair. In joyful strains then let us sing, Advance Australia Fair. | Légy naggyá, Ausztrália Ausztrálok, mind örvendjünk Mert egyek vagyunk és szabadok Földünk arany kincset ád munkánkért Hazánkat a tenger öleli. Természet ajándékában gazdag földünk Melyek oly ritkák és szépségesek A történelem lapjain mindig Légy naggyá, Ausztrália! Örömtől mámorosan énekeld Légy naggyá, Ausztrália! |